# Sven O. Bergkvist
Sven Olof Bergkvist, född 22 april 1927 i Njutånger, Gävleborgs län, död 5 november 1998 i Sollentuna, Stockholms län, var en svensk författare och journalist.

## Biografi
Sven O. Bergkvist var son till fabriksarbetaren Gustav och Ester Bergkvist. Han studerade vid Norra Hälsinglands folkhögskola 1943–44 och vid Krogerup Højskole i Danmark 1949–50. År 1950 debuterade han med sanatorieskildringen Vandring till Ljusbacken, och kom senare att skriva flera socialt engagerade arbetarskildringar, däribland Den röda vreden (1976) och Härliga lott (1986). Han gestaltade ofta människor och landsbygd i Hälsingland med affektion och skärpa.
Bergkvist var år 1996 en av grundarna till Sollentuna författarsällskap, vilket år 2002 utvecklades till Skönlitterära Författarsällskapet Stockholm Nord. Sällskapet utdelade mellan 1999 och 2012 ett pris till minne av Bergkvist, ”den siste Klarabrodern”.
Sven O. Bergkvist är begravd på Sollentuna kyrkogård.

## Priser och utmärkelser
- 1952 – Boklotteriets stipendiat
- 1960 – Boklotteriets stipendiat
- 1964 – Boklotteriets stipendiat
- 1986 – Östersunds-Postens litteraturpris